# Hamza Ounnas
Hamza Ounnas (en arabe : حمزة وناس) est un footballeur algérien né le 18 décembre 1988 à Blida. Il évolue au poste de milieu offensif à l'US Biskra.

## Biographie
Hamza Ounnas évolue en première division algérienne avec les clubs de l'USM Blida, de l'USM Annaba, du DRB Tadjenanet et de l'USM Bel Abbès. Il dispute un total de 91 matchs en première division, inscrivant quatre buts.

## Palmarès
USM Blida
- Championnat d'Algérie D2 (1) :
  - Champion : 2014-15.